# Andrei Xepkin
Andrei Xepkin Xepkina (ukrainska: Андрій Щепкін, Andrij Sjtjepkin), född 1 maj 1965 i Zaporizjzja, Sovjetunionen (nuvarande Ukraina), är en ukrainsk-spansk, tidigare sovjetisk, före detta handbollsspelare (mittsexa).
Xepkin är 2,10 meter lång och kallas i hemlandet Spanien för "El Gigante". 1997 blev han spansk medborgare.
Xepkin har blivit Champions League-mästare sju gånger, vilket är flest av en enskild spelare genom tiderna.

## Meriter i urval

### Med klubblag
- Champions League-mästare sju gånger: 1996, 1997, 1998, 1999, 2000, 2005 (med FC Barcelona) och 2007 (med THW Kiel)
- EHF-cupmästare 2003 med FC Barcelona
- Cupvinnarcupmästare två gånger: 1994 och 1995 med FC Barcelona
- Spansk mästare sex gånger: 1996, 1997, 1998, 1999, 2000 och 2003 med FC Barcelona
- Tysk mästare 2007 med THW Kiel
- Tysk cupmästare 2007 med THW Kiel

### Med landslag
- VM-silver 1990 med Sovjetunionen
- EM-silver 1998 med Spanien
- EM-brons 2000 med Spanien
- OS-brons 2000 med Spanien